# Félix Miéli Venerando
Félix Miéli Venerando eller bare Félix (født 24. december 1937 i São Paulo, Brasilien, død 24. august 2012) var en brasiliansk fodboldspiller (målmand), der med Brasiliens landshold vandt guld ved VM i 1970 i Mexico. Han spillede samtlige brasilianernes seks kampe under turneringen. I alt nåede han at spille 38 landskampe.
Félix spillede på klubplan primært for Portuguesa og Fluminense i hjemlandet. Med Fluminense var han med til at vinde fem statsmesterskaber i Rio de Janeiro.